# 福善
福善（？年—？年），京口駐防旗人，繙譯鄉試中式舉人，道光二十四年甲辰科繙譯會試中式進士，歷官刑部主事，江蘇司員外郎，京察一等，記名御史。